# Hereford United Football Club
El Hereford United Football Club fue un club de fútbol inglés, de la ciudad de Hereford. Fue fundado en 1924 y jugaba en la Conference National. El club ascendió a la League One en la temporada 2007/08 en un buen 3º lugar en la tabla de la League Two con 88 puntos, pero no demoró mucho en descender a la League Two tras quedar último en la tabla de la League One de la temporada 2008/09 con solo 34 puntos. En la temporada 2011/12 descendió a la Conference National tras quedar en la posición 23 de la tabla y desapareció en el verano del 2014.

## Jugadores

### Jugadores destacados
| - James Walker - Moses Ashikodi - Meshach Wade - Kentoine Jennings - Gavin McCallum - Gary Hooper - Mike Bailey - Jarrod Bowen - Ken Brown - Steve Bull - Andy Todd - Edwin Holliday - Joe Johnson - Eric Keen - Terry Paine - Bill Perry - Mika Kottila - Bruno N'Gotty | - Delroy Facey - Stephen Gleeson - Jimmy Higgins - Kevin Sheedy - Trevor Benjamin - O'Neil Thompson - Wayne Dyer - Ade Akinbiyi - Tony Capaldi - Robbie Dennison - Michael Ingham - Adam Musiał - Jonathan Gould - Jim Blyth - Edrissa Sonko - Bryn Allen - John Charles | - Ray Daniel - Nick Deacy - Anthony Pennock - Brian Evans - Roy Evans - Roger Freestone - Ryan Green - Ron Hewitt - Billy Hughes - Steve Lowndes - Paul Parry - Derek Showers - Derek Sullivan - Dai Thomas - Nigel Vaughan - Gavin Williams - Peter Gulacsi |

## Palmarés
- Third Division (ahora Football League One): 1

1975–76
- Fourth Division (ahora Football League Two): 0
  - Subcampeón: 1

1972–73
- - Tercer lugar: 1

2007–08
- - Play-offs: 1

1995–96
- Conference National: 0
  - Subcampeón: 3

2003–04, 2004–05, 2005–06
- - Play-off: 1

2005–06
- Southern League: 0
  - Subcampeón: 3

1945–46, 1950–51, 1971–72
- FA Cup: 0
  - Cuarta ronda: 8

1971–72, 1973–74, 1976–77, 1981–82, 1989–90, 1991–92, 2007–08, 2010–11
- Welsh Cup: 1

1989–90
- - Subcampeón: 3

1967–68, 1975–76, 1980–81
- Southern League Cup: 3

1951–52, 1956–57, 1958–59
- Football League Trophy: 0
  - Semi-Finalistas: 5

1988–89, 1995–96, 2004–05, 2005–06, 2009–10
- FA Trophy: 0
  - Semi-Finalistas: 2

1970–71, 2000–01
- Football League Cup: 0
  - Tercera Ronda: 1

1974–75

## Rivalidades
Su máximo rival es el Shrewsbury. Con quien disputa el A49 Derbi.